# Einar Andersson (läkare)
Alfred Einar Andersson, född 26 november 1901 i Göteborg, död 29 mars 1986 i Halmstad, var en svensk oftalmolog. 
Andersson, som var son till hyrverksföreståndare Alfred Andersson och Bethy Olsson, avlade studentexamen i Göteborg 1920, blev medicine kandidat vid Lunds universitet 1926 och medicine licentiat där 1932.
Andersson var extra läkare samt vakansvikarie för amanuens och underläkare vid ögonkliniken på Lunds lasarett tillsammans cirka två år 1929–1932, amanuens där 1933 och 1934, extra läkare vid Sahlgrenska sjukhusets ögonavdelning 1935–1936, underläkare där 1936–1939, konsulterande läkare vid ögonavdelningen på Länslasarettet i Halmstad 1940–1943, extra läkare 1943–1946 och överläkare där 1946–1966. Han var ledamot av Hallands läns landsting 1944–1952.